# 性差別

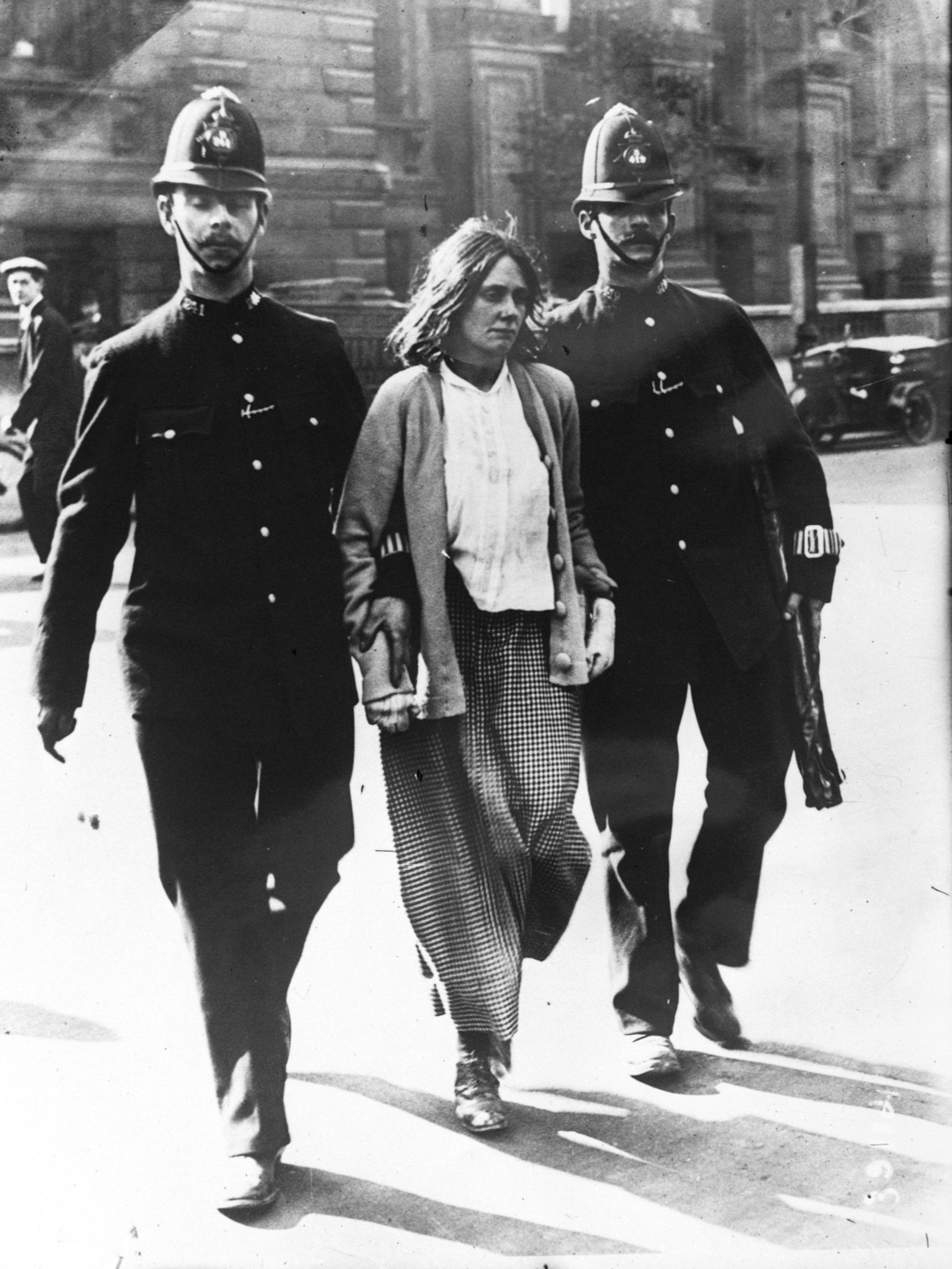
女性参政権を訴えたサフラジェットのDora Thewlisはロンドン警視庁に逮捕された

性差別（せいさべつ）とは、他人に対して、性別を理由に、排除や制限などの不利益を不当に及ぼすことをいう。女性差別や男性差別などがある。性差別が正当なものであるとする考え方は、性差別主義（セクシズム、英: sexism）と呼ばれる。性差別をなくすことを、ジェンダー平等、ジェンダーフリーという。

## 歴史的背景

### 宗教観

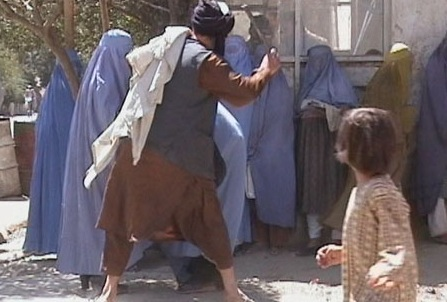
タリバンの宗教警察から暴行を受ける女性

- キリスト教においては、布教の過程においてその地域のその時代の社会観念を受け継いだことにより相対的に女性の地位が男性のそれに比べて低いとされる部分もあった。プロテスタントの生みの親ルターも「女児は男児より成長が早いが、それは有益な植物より雑草の方が成長が早いのと同じである」という言葉を残している。その一方でルターは、「女性たちは信仰においては男性よりもはるかに堅固で熱烈であり、男性よりもはるかに屈強にして頑強に信仰を重んじる」とも述べている[3]。
  - しかし、男性中心主義的なパウロ書簡に反し、同時期に成立した福音書においては、むしろ女性使徒が男性使徒より肯定的な評価を下されている[4]。『ルカによる福音書』に登場するベタニアのマリアは、従来の家庭的役割に従わないことをイエスによって称賛されており[5]、クーザの妻ヨハンナ（英語版）も、財産を持ったまま夫を捨ててイエスの信徒となっている[6]。
  - また、パウロ書簡にも高く評価されている女性は存在し、例えば『ローマの信徒への手紙』に登場する「フィベ」の身分は「教会の diaconos」である[7]。これは「執事・助祭」と訳すべきはずが、女性を聖職者に就けないカトリック教会の意向により、新共同訳聖書では「奉仕者」と広い意味で訳されている[7]。同じく『ローマの信徒への手紙』において、パウロに先んじてキリストに帰依したとされる傑出した使徒「ユニア（英語版）」の名も、長らく男性名である「ユニアス」と誤訳されていた[8]。同じくパウロ書簡には、夫より地位の高い妻として「プリスキラとアクラ」の「プリスキラ」が登場するが、これは西方系写本ではほぼ例外なく「アクラとプリスキラ」に改変されていた[9]。また、初期キリスト教において「家の教会」の指導者は多くの場合女性であったが、その一人である『コロサイの信徒への手紙』の「ヌンパ」の名も、西方系写本では「ヌンパス」という男性名に改変されていた[10]。
  - 同じく西方系のベザ写本（英語版）は、『使徒言行録』1章14節に「そして子供たち」を加えることで、イエスのもとに集まった女性たちを、使徒の「妻と家族」であるかのように改変している[11]。17章4節では「そして少なからぬ高貴な女性たち」を、「高貴な男性の妻」であるかのように書き換えている[11]。17章12節からも「高貴な女性たち」という強調を除去し、17章34節からは「アテネのダマリス」という女性の個人名を除去している[11]。
  - キリスト教によって女性差別が緩和された例も少ないながらある。たとえば売買婚を禁止した例がある（そもそも売買婚はなかったとの説[要出典]もある）。ただし、奴隷との性行為に関しては、教会自身が多くの奴隷を保有していたため禁止できなかった。ローマ帝国の法律では、既婚女性の財産の所有権や発言権には非常に制約が課せられていた。しかし、その後、キリスト教の布教により緩和された。つまり、一定の相続権や離婚の請求権などを得たのである。姦通の罪は女性のみに適用されていたが、男性も罪に問われた。このように、主に結婚に関係して女性の権利が部分的ではあるが解放された。しかし、こういった解放は、中世初期において集中的に発生し、後期においては締付けは逆に厳しくなったりもした。
- イスラム世界においては、クルアーンに男が女よりも貴いと書かれている節や、女は男の所有物であると書かれている節がある。例えば、イスラム教4代カリフのアリー・イブン・アビー＝ターリブは、ナフジュ・アル・バラーガの中でたびたび女性を賎しめる文言を遺している。一夫多妻制や、レイプ被害者が姦通罪に問われてしまうハッド刑などについても、女性差別の一例として批判されることが多い[12]。現代でもイスラーム世界の知識人の中には、イスラーム法に基づいて一夫多妻制を女は認めるべきだという意見[13]を述べる人間もいる。（"イスラームと女性"や"イスラーム世界の性文化"も参照）
  - ただし前近代のイスラーム教においても、女性の権利を保護した面がないわけではない。イスラームにおいて女性は男性の半分とはいえ財産を相続することができるが、これはイスラーム以前の状態に比べれば女性の権利を擁護するものだった。また、女児の嬰児殺しや名誉の殺人は（実態はともかく法制度上は）禁止されているし、ハッド刑も否定されつつある。
- 仏教においては、女は梵天王、帝釈天、魔王、転輪聖王、仏陀の五種になることはできないなどという主張がなされていた（五障）。「女性は男性に変化することによって仏陀になることができる」と説く説もある（変成男子）。釈迦は当初女性の出家（尼）を認めなかったが、本人達の熱心さと阿難の取りなしにより条件付きで許可したとされる。
  - しかし、「三従」は紀元前2世紀前後、「五障」は紀元前1世紀に初めて仏典に登場したものであり、これら女性を劣位に置く考えはいずれも仏教がスリランカに南伝する以前（紀元前3世紀以前）の原始仏教には存在しなかった[14]。釈迦が女性の出家に際して付した条件（八敬法）も、スリランカに保存されたことで上座部仏教による改変を免れた『テーリー・ガーター』における尼僧への授戒には一切登場しないため、後世に付加されたものである可能性が高い[15]。「釈迦の意思に背いて女性を出家させた」と阿難を非難する言葉は、後の仏典では主に大迦葉の口から語られているが、その大迦葉は『テーリー・ガーター』においてバッダー・カピラーニー尼を直接に指導して悟りに導いた当人であり、彼が女性教団の存在を疎んじていたとするのは不自然である[16]。加えて、阿難は「女性を出家させたせいで正法の期間を1000年から500年に縮めた」と非難されているが、その重罪にもかかわらず彼に課せられたのは最も軽い「突吉羅罪」である点にも、不自然性が指摘されている[16]。
  - 『テーリー・ガーター』にあるように、女性教団が存在しない頃から、釈迦は在家女性に対しても、求めに応じて男性と等しく教えを説いていた[17]。『パーリ律』においても釈迦は、女性も阿羅漢（仏陀の別称）に至ることができると説いている[18]。同じく『サンユッタ・ニカーヤ』においても釈迦は、男女等しく涅槃に至ると説いている[19]。そこでは「女性の汚れ」について「女人は清らかな行いの汚れ」との条件が付けられており、これは「男性修行者にとって女性は修行の妨げになる」と述べているに過ぎない[20]。
  - 同様に、パーリ仏典の『ディーガ・ニカーヤ』にある「夫は妻に5つの点で仕えるべきである」という文言は、儒教圏で『六方礼経』として漢訳された際には、「婦が夫に事うるに五事あり」と逆の意味に改変された[21]。サンスクリット仏典における mātā-piratau（母と父）という表現も、漢訳では「父母」と改変されている[21]。また、原始仏教のパーリ仏典において「仏弟子」は男女や在家・出家の差別なく sāvaka および sāvikā と述べられていたが、これが上座部仏教のサンスクリット仏典では śrāvaka とのみ訳されたために、「仏弟子」は男性出家者に限られるようになった[22]。
  - ギリシア人のメガステネスは紀元前300年ごろ、『インド誌（英語版）』において「女性哲学者（仏教の尼僧とされる）が男性哲学者と互角に論を交わしている」と記している[23]。『アングッタラ・ニカーヤ』においても、仏弟子とその代表的な人物について、男女や在家・出家の区別なく名前が挙げられている[24]。そこではケーマー尼は舎利弗と並んで「大いなる智慧を持つ者たちのうち最上の人」と称えられ、「法を説く者たちのうちの最上の人」とされたダンマディンナー尼も、男性に対してしばしば説法を行っている[25]。『テーリー・ガーター』には、アノーパマー尼がバラモン男性を説得して仏教に帰依させたことが記されている[26]。「鋭い直観力を持つ者たちのうちの最上の人」とされるバッダー・クンダラケーサー尼は、自分の命を狙う盗賊を出し抜いたことを、山の神から「男というものは、いついかなる時でも、女より賢くはないのだ」と称えられている[27]。
- ヒンドゥー社会においても、伝統的に女性の地位は低い。『マヌ法典』には、女性を低劣だと見なして独立を認めず、男性の従属的存在と見なす条文が多く存在する[28]。その結果として、サティーやダヘーズといった非人道的な慣習が、法律で禁止されてもなお存在している。
  - 一方で、『リグ・ヴェーダ』中の「デヴィ―スークタ（英語版）」においては、女神が宇宙の最高原理とされている[29]。同じく『リグ・ヴェーダ』では「人が妻を称えるように、我々もまた極めて飾られ崇拝されているインドラデーヴァに祈る」とされている[30]。古代のヒンドゥー教典においては、すべての女性はラクシュミーの化身であるとされ[31]、シャクティ派においても「女性よりも珍しい宝石はなく、女性よりも優れた状態もない」とされる[32]。『マヌ法典』3章においては、「女性は男性の家族から敬われ、飾られなければならない」「女性が敬われるところでは神々も喜ぶが、敬われないところではどんな神事も報われない」「女性が正当に敬われず悲しみの中で暮らす家庭は、完全に滅びる」と説かれている[33]。『マハーバーラタ』中においても、「シャンティ・パルヴァ（英語版）」では「真の知識を授ける教師は10の導師よりも尊く、父親はその真の知識を授ける10の教師よりも尊く、母親はその10の父親よりも尊く、母親よりも偉大なグルはない」、「アヌシャサナ・パルヴァ（英語版）」では「女性が悲しみから家庭を呪う時、その家庭は魅力・繁栄・幸福を失う」と述べられている[30]。『アタルヴァ・ヴェーダ』においては「男性が女性を見習い従うのと同様に、太陽神は最初に照らされた女神ウシャスに従う」と、女性の優越が説かれている[30]。
- 儒教においても、女は男に従うべきという主張がキリスト教やイスラム教と同様に展開されている。具体例としては、明治民法における妻に相続権を与えない規定が挙げられる。
- 古代から、神道の巫女、ノロ、シビュラのように女性の司祭が存在した。
- 旧約聖書において、知恵は女性の姿をとっている[34]。カバラにおいても「ビナー（英語版）」（理解）は女性性と結びついており[35]、タルムードの『ニッダー』においても、「神は男性よりも女性に多くのビナーを与えられた」と述べられている[36]。

### 参政権の有無
- 公の場で女性が意見を述べる機会は、多くの地域では近代以前は無かった。現代ではほとんどの国で男女ともに参政権は認められており、女性の社会進出は（少なくとも法制度上は）好意的に受け入れられていると考えられる。ただし現代でも、中東の一部の国々やバチカン市国などでは、女性参政権は認められていないか、認められていても制限付きである。
- 1906年のフィンランドがヨーロッパ史上初となる女性への参政権を認めた。
- アメリカ先住民の連合体であるイロコイ連邦のように、古くから首長の任免権において女性の権利が男性の権利を優越している事例も存在する[37]。

### 兵役、兵科、強制徴兵制の有無
- 世界初の民主主義国である古代ギリシアのアテネでは、高度な都市国家（ポリス）に居住し参政権を持つ権利と引き換えに世帯主の男性が兵役を負うという社会的仕組みであった。
- フランス革命によって近代民主主義社会（議会制民主主義）が形成されると共に、男性にのみ兵役義務が課された。それは議会に意思を示すことのできる参政権が与えられることと表裏一体のものであった。
- 徴兵の対象が男性のみである国が多い。男女両方を徴兵の対象とする国は現在イスラエル、マレーシア、ノルウェー、北朝鮮、スウェーデンなどである[注釈 1]（詳細は、徴兵制度を参照）。
- 逆に志願制の国家では、男性しか志願できないことが女性差別になりうる。特に貧困層においては経済的理由から入隊を希望する場合も多い（経済的徴兵制）。
- 女性徴兵の課題点としては性暴力の多さが挙げられる。例えば北朝鮮では強姦が日常的であり[38]、志願制の米兵では1日に50件程度の性暴力が確認されており、3割以上がレイプ被害、6割以上が性的嫌がらせを受けている[39]。

### 国連女子差別撤廃条約批准
国際連合の女子に対するあらゆる形態の差別の撤廃に関する条約について日本は1980年7月17日に署名し、（デンマークで開催された国連婦人の10年中間年世界会議の際、高橋展子駐デンマーク大使が署名） 1985年6月24日に条約締結を承認（第102回通常国会）同年6月25日 批准書を寄託し、同年7月25日日本において効力発生。

### 姦通罪と公娼制度の廃止、売春防止法の施行
- 姦通罪とは、刑法（明治40年4月24日法律第45号）183条であるが、夫のいる妻と姦通の相手男性にしか成立しなかった。そのため日本国憲法の定める男女平等権に抵触するという理由で昭和22年法第123号により削除された。
- 昭和21年に連合国最高司令官から日本国政府に「日本における公娼制度廃止に関する覚書」が公布され、ついで同22年に勅令9号「婦女に売淫をさせた者等の処罰に関する勅令」が施行され、中世以来続いていた公娼制度に終止符が打たれた。
- 昭和28年（1953年）に内閣は売春問題対策協議会を設置、同31年3月に総理府に売春対策審議会が設けられ、売春防止法を立案、同31年5月に法案提出（昭和31年5月24日法律第118号）、同33年4月に施行された。

### 自衛官
女性自衛官（2003年3月以前は婦人自衛官）の就ける職種は、1952年の保安隊時代は看護師のみであった。以降は和文タイプライターのタイピストなど事務系の仕事から徐々に拡大した。
防衛省では女性自衛官の配置を広めるため、1993年に「自衛隊の全ての職域を女性自衛官に開放」を宣言し、徐々に制限を緩和していった。
2020年時点で陸上自衛隊は、放射線を扱う人員と粉塵が発生する場所で活動する坑道中隊以外の職種、海上自衛隊と航空自衛隊は全ての職種に配置可能となった。このほかに陸上自衛隊高等工科学校の高等工科学校生徒は男子のみを募集している。

### ゴルフコースの会員
ゴルフ場#女人禁制を参照のこと

## 同性愛と性差別
EUでは2006年1月に欧州議会が「同性愛嫌悪」に対する共同決議案を採決し、同性愛に対するあらゆる差別は人種差別と同様とされた。2000年に採択された欧州連合基本権憲章の第21条も性的指向による差別の禁止を明記している。
キリスト教圏、ユダヤ教圏、イスラム教圏では文学においても同性愛がタブー視されることが多かったが、日本では伝統的にその傾向はなく、文学の世界でも同性愛がしばしば表現されている。日本が伝統的にキリスト教国ではなく、同性愛が制度的に禁止されていたこともなかった。しかし、主要先進国とされる日本やアメリカ合衆国、ドイツ、フランス、イギリス、イタリア、カナダの中で、法的に同性愛者の婚姻ないしそれに準じる地位（シビル・ユニオンないしドメスティックパートナーなど）を用意していない国は日本だけであり「制度的には､日本は主要先進国の中で最も同性愛者を差別している国家である」という見方もあるが（ただし、アメリカ合衆国は州により制度が異なる）、これは伝統的な衆道（男色）文化が主に性的嗜好や単に性欲の処理（当時は遊女が極めて高価であった）を目的としており、現代の同性愛とは全く異なるものであり、同性の恋愛や婚姻を想定していなかった為である。
日本では男女の結婚は、婚姻届を役所に提出することで成立し、戸籍上に両者の関係が記載され、その関係を公証してもらえる。夫婦は互いに同居、協力、扶助、貞操などの義務があるが、たがいの血族から姻族として親族として扱われる。また、互いの生活財の共有権や遺産相続権などを法律が保障する。また税法上、社会保障上の優遇措置などが受けられる。夫婦の一方が病気や障害を負ったときも、家族とみなされるため、互いの介護や看護などに特別な資格がなくても携われる。制度的に結婚していなくとも、内縁関係が認められれば、相続以外の権利は夫婦と同等に認められる。ところが、日本では同性結婚が認められず、同性間の内縁関係も基本的に認められない（部分的に内縁に準じる地位を認めた判例はある）。このため、同性愛のカップルが権利や優遇措置を得るためには、養子縁組という方法がとられることがある。しかし、養子縁組は本来同性カップルによる利用を想定した制度ではなく、カップルとしての権利が認められにくいという問題がある。

## ポルノグラフィーと性差別
一部のフェミニストはポルノグラフィを性差別だとする意見を述べている。女性の肉体が男性の楽しみによって利用される事自体が性差別だとする考え方は、一部のフェミニストに支持されている。アメリカの著名なラディカル・フェミニストであるキャサリン・マッキノンとアンドレア・ドウォーキンが代表的。ラディカル・フェミニストは、かつては左翼ラディカルの印象が強かったが、現在は急進右派と一致している部分が増えている。反ポルノの姿勢はその典型で、マッキノンらの反ポルノ主義は右派のロナルド・レーガン（共和党）が80年代に成立させた「反ポルノ法」の思考と一致している。『オンリーワーズ』という著作の中でマッキノンは、男性を攻撃用の犬(attack dogs)に見立てており、男性をポルノグラフィにさらすことは『訓練された番犬に攻撃せよと言うようなもの』だと論じている。マッキノンが熱心に取り組んだ法案は、いったん成立したが、表現の自由を保障した合衆国憲法違反であり、裁判所によって「無効」とされた。
カナダやEUはラディカル・フェミニストの女性議員が多い為か、(準)児童ポルノに対する規制が厳しく、所持しているだけで逮捕される例が存在する。

## 夫婦同氏と性差別
婚姻の際、ほとんどの場合結婚後の姓として男性の姓を選ぶが、これを性差別として、その改善のために選択的夫婦別姓制度を導入するべきであるとの意見がある。なお、この制度については、2009年の大手新聞各紙の世論調査などで賛成が反対を上回るケースも多かったが、2010年の時事通信による調査など反対が賛成を上回るケースもあり、また、内閣府が2006年11月に実施した「家族の法制に関する世論調査」（2007年1月27日発表）の結果については、日本経済新聞や東京新聞はじめ新聞報道で「賛否拮抗」という評価が目立つなど、制度導入の是非について賛否両論がみられる。

## 性差別に関する法令

### 日本
日本では、日本国憲法において法の下の平等を定めており、性別により差別されないという規定がある。ただし、憲法は本来国と私人の間の関係を規律するものであって、私人同士の関係には原則として直接適用されない（最判昭和48年12月12日など）。一方各種法令の中には、私人によるものも含めて性別による差別を明確に禁じるものがある。この節ではそういった法令の性差別に関連する部分について言及する。
| 法律・条例                 | 章・節      | 条文 |
| -------------------------- | ----------- | --- |
| 日本国憲法                 | 第14条      | すべて国民は、法の下に平等であつて、人種、信条、性別、社会的身分又は門地により、政治的、経済的又は社会的関係において、差別されない。 |
| 男女雇用機会均等法         | 第5条       | 事業主は、労働者の募集及び採用について、その性別にかかわりなく均等な機会を与えなければならない。 |
| 男女雇用機会均等法         | 第6条       | 事業主は、次に掲げる事項について、労働者の性別を理由として、差別的取扱いをしてはならない。 - 一 労働者の配置（業務の配分及び権限の付与を含む。）、昇進、降格及び教育訓練 - 二 住宅資金の貸付けその他これに準ずる福利厚生の措置であつて厚生労働省令で定めるもの - 三 労働者の職種及び雇用形態の変更 - 四 退職の勧奨、定年及び解雇並びに労働契約の更新 |
| 教育基本法                 | 第4条第1項  | 教育の機会均等 — すべて国民は、ひとしく、その能力に応じた教育を受ける機会を与えられなければならず、人種、信条、性別、社会的身分、経済的地位又は門地によって、教育上差別されない。 |
| 大阪府男女共同参画推進条例 | 第7条第1項  | 何人も、職場、学校、地域、家庭その他社会のあらゆる場において、性別による差別的取扱いをしてはならない。 |
| 男女平等参画推進なごや条例 | 第6条       | 何人も、職場、学校、地域、家庭その他の社会のあらゆる分野において、性別による差別的取扱いを行ってはならない。 |
| 東京都男女平等参画基本条例 | 第14条第1項 | 何人も、あらゆる場において、性別による差別的取扱いをしてはならない。 |